# Camellia ptilophylla
Camellia ptilophylla är en tvåhjärtbladig växtart som beskrevs av Hung T. Chang. Camellia ptilophylla ingår i släktet Camellia och familjen Theaceae. Inga underarter finns listade i Catalogue of Life.